# STS-97
STS-97 va ser una missió del transbordador espacial amb destinació a l'Estació Espacial Internacional (ISS) dut a terme pel Transbordador Espacial Endeavour. La tripulació va instal·lar el primer conjunt de panells solars a la ISS, va prepar un port d'acoblament per a l'arribada del Mòdul Laboratori Destiny, i subministraments lliurats per a la tripulació de l'estació.

## Tripulació
| Posició                  | Astronauta                               | Astronauta                               |
| ------------------------ | ---------------------------------------- | ---------------------------------------- |
| Comandant                | Brent W. Jett Tercer vol espacial        | Brent W. Jett Tercer vol espacial        |
| Pilot                    | Michael J. Bloomfield Segon vol espacial | Michael J. Bloomfield Segon vol espacial |
| Especialista de Missió 1 | Joseph R. Tanner Tercer vol espacial     | Joseph R. Tanner Tercer vol espacial     |
| Especialista de Missió 2 | Marc Garneau, CSA Tercer vol espacial    | Marc Garneau, CSA Tercer vol espacial    |
| Especialista de Missió 3 | Carlos I. Noriega Segon vol espacial     | Carlos I. Noriega Segon vol espacial     |

## Paràmetres de la missió
- Massa:
  - Orbitador (enlairament): 120742 kg
  - Orbitador (aterratge): 89758 kg
  - Càrrega útil: 7906 kg
- Perigeu: 352 km
- Apogeu: 365 km
- Inclinació: 51,6°
- Període: 91,7 min

### Passeigs espacials
- Tanner i Noriega  – EVA 1
- Inici EVA 1: 3 de desembre de 2000 – 18:35 UTC
- Fi EVA 1: 4 de desembre de 2000 – 02:08 UTC
- Duració: 7 hores, 33 minuts
- Tanner i Noriega  – EVA 2
- Inici EVA 2: 5 de desembre de 2000 – 17:21 UTC
- Fi EVA 2: 5 de desembre de 2000 – 23:58 UTC
- Duració: 6 hores, 37 minuts
- Tanner i Noriega  – EVA 3
- Inici EVA 3: 7 de desembre de 2000 – 16:13 UTC
- Fi EVA 3: 7 de desembre de 2000 – 21:23 UTC
- Duració: 5 hores, 10 minuts

## Imatges

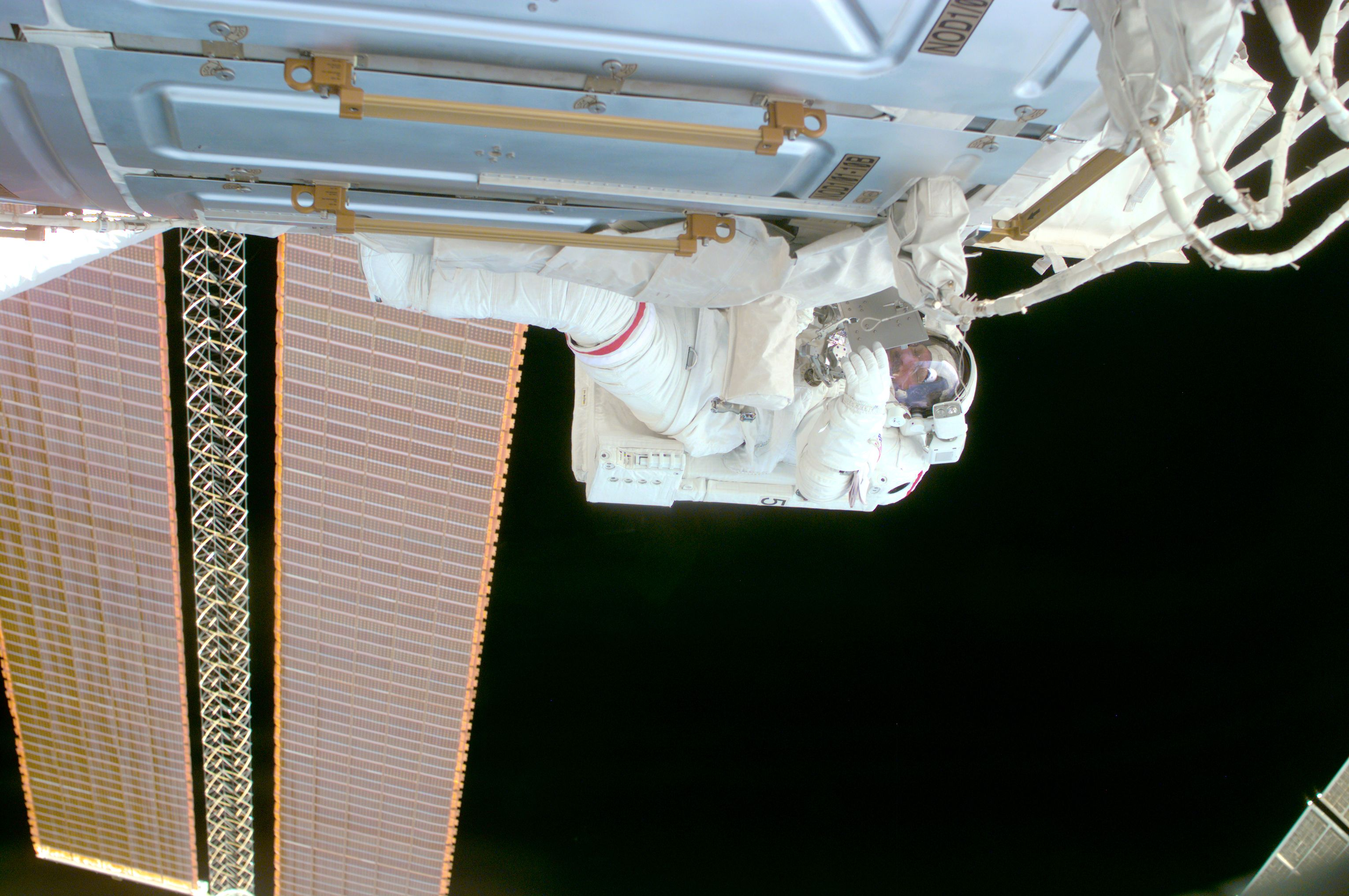
Tanner en l'últim passeig espacial de la missió el 7 de desembre de 2000. Part dels nous panells solars a la dreta.
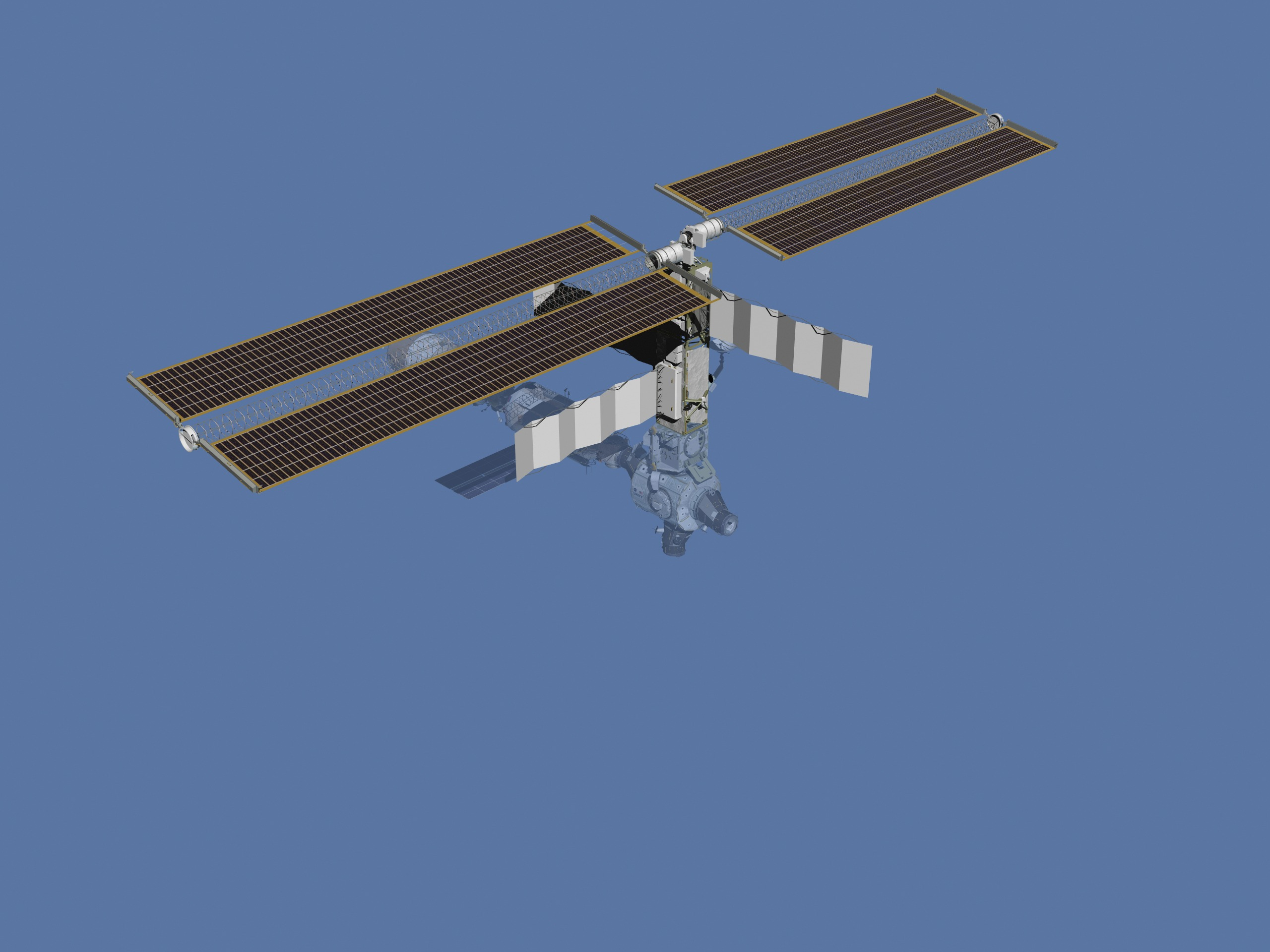
Il·lustració de l'Estació Espacial Internacional després del STS-97